# 11.º Regimiento de Marines
El 11.º Regimiento de Marines es un regimiento de artillería del Cuerpo de Marines de Estados Unidos acuartelado en Camp Pendleton, California. Conocido como los "Cannon Cockers" (en castellano: Los Cockers Cañoneros), el regimiento está bajo el mando de la 1.ª División de Marines y la I Fuerza Expedicionaria de Marines.

## Unidades subordinadas
- Cuartel General Batería, 11.º Regimiento (HQ 11)
- 1.ᵉʳ Batallón 11.º Regimiento (1/11)
- 2.º Batallón 11.º Regimiento (2/11)
- 3.ᵉʳ Batallón 11.º Regimiento (3/11)
- 5.º Batallón 11.º Regimiento (5/11)

Nota: un "4.º Batallón" del 11.º Regimiento estuvo presente en la Segunda Guerra Mundial, guerra de Corea y Guerra de Vietnam.

## Historia

### Años iniciales
El 11.º Regimiento de Marines fue activado durante la Primera Guerra Mundial el 3 de enero de 1918. Originalmente planeado como un regimiento de artillería ligera, fue convertido a una unidad de infantería y se dirigió a Francia como parte de la 5.ª Brigada Expedicionaria de Marines en los días finales de la guerra. No alcanzó a ver combate y regresó a Estados Unidos para ser desbandado el 11 de agosto de 1919.
El 9 de mayo de 1927, otro 11.º Regimiento  fue activado usando tropas que estaban en  Haití y en  Quantico para prestar servicio por un breve tiempo en  Nicaragua. El cuartel general del regimiento fue desbandado el 31 de julio de 1927 y los dos batallones en septiembre. La renovación de los problemas políticos en Nicaragua y la intensificación de la campaña guerrillera liderada por Augusto Sandino causó la activación de otro 11.er Regimiento en Norfolk, Virginia y en  San Diego, California, en enero de 1928. Un tercer batallón fue organizado en la  Costa Oriental el 21 de marzo de 1928. Nuevamente, el servicio en Nicaragua fue breve, con el tercer batallón siendo desbandado el 15 de junio de 1929 y el resto del regimiento lo fue el 31 de agosto de 1929.

### Segunda Guerra Mundial
Con la cercanía de la Segunda Guerra Mundial y la consiguiente expansión del Cuerpo de Infantería de Marina, un 11.º Regimiento  (Artillería) fue activado en la  Bahía de Guantánamo, Cuba, el 1 de marzo de 1941. La activación de los batallones orgánicos del regimiento ya habían estado en desarrollo el 1 de septiembre de 1940 cuando se creó el 11.er Batallón. Después de su regreso a Estados Unidos desde Cuba, el regimiento (menos el 11.er Batallón) se embarcó a ultramar con la 1.ª División de Marines con destino a Nueva Zelanda en junio-julio de 1942. El11.er Batallón se dirigió a Samoa con el 7.º Regimiento de Marines en marzo de 1942.

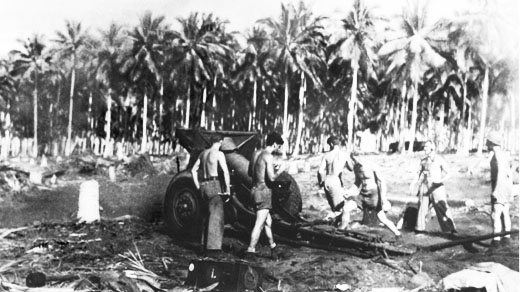
Artilleros del 11.º Regimiento de Marines sirviendo un obús M1918 de 155 mm durante la Campaña de Guadalcanal.

El 11.º Regimiento participó en la batalla de Guadalcanal en agosto junto con la 1.ª División Marines y jugó una parte especialmente significativa en la Batalla de Tenaru y la Batalla de Bloody Ridge. El 11.er Batallón se volvió a reunir con el regimiento en septiembre en la zona de Guadalcanal. El 15 de diciembre de 1942, el 11.er de Infantería de Marina dejó Guadalcanal con rumbo a Australia para descanso y reorganización, y luego entró en combate en la zona de Nueva Bretaña en el Cabo Gloucester el 26 de diciembre de 1943. Aquí el regimiento entregó apoyo a la infantería en su captura del aeródromo japonés ubicado en ese lugar. Después de la campaña de Nueva Bretaña vino un periodo de preparación para el  desembarco en Peleliu donde el regimiento estuvo activamente involucrado.
Por las primeras dos semanas después del desembarco inicial el 15 de septiembre de 1944, el regimiento tomó parte en la batalla de Peleliu. Todo el apoyo de artillería fue manejado tanto en forma convencional como novedosa, proporcionando fuego de artillería preparatorio en masa, de hostigamiento y de interdicción. Posteriormente, la artillería fue utilizada para disparar directamente en las bocas de las cuevas enemigas. En marzo de 1945, el 11.º Regimiento de Marines participó en la batalla de Okinawa, su operación de combate final durante la Segunda Guerra Mundial. Allí el regimiento jugó un importante rol defensivo con un efectivo fuego contra-batería y firmemente suprimió los intentos enemigos para contraatacar los objetivos ya ganados por las fuerzas estadounidenses. Con la guerra ganada, en el otoño de 1945 el 11.º Regimiento de Marines se movió a Tianjin en el norte de China donde pronto se vio involucrado en mantener la paz en medio del creciente conflicto entre facciones chinas rivales. A principios del año 1947, el regimiento regresó a Estados Unidos para ser reducido virtualmente a una unidad del tamaño de batallón.

### Guerra de Corea
Tres años más tarde Corea del Norte invadió a Corea del Sur y el 1.er Batallón fue parte de la 1.ª Brigada Provisional de Marines que fue desplegado en agosto de 1950 al  Perímetro de Pusan para ayudar a sostenerlo contra el avance norcoreano. Otros batallones fueron organizados en Estados Unidos y estuvieron disponibles para el servicio cuando la 1.ª División de Marines realizó el  desembarco en Incheon. Retornados a la costa oriental de Corea, los batallones fueron asignados a equipos regimentales de combate y participaron en la Batalla del embalse de Chosin.
Uno de los combates más famosos en el que el regimiento participó durante la guerra de Corea se produjo el 7 de diciembre de 1950 durante la ruptura en la Batalla del Embalse de Chosin. Las baterías "George" y "How" del 2.ª Batallón fueron detenidas junto al camino principal por el fuego de  ametralladoras pesadas. En el combate que siguió se enfrentaron dos baterías de artillería contra un batallón de infantería china a plena luz del día y a corta distancia. Los cañones fueron colocados con ángulo cero debido a la proximidad de las fuerzas chinas y los infantes de marina se abrazaron contra sus cañones porque no hubo tiempo para enterrarlos. Cuando todo había terminado los infantes de marina contaron más de 500 enemigos muertos en el campo de batalla y había utilizado más de 600 proyectiles de munición. Un oficial de infantería de marina fue citado diciendo: "¿No ha tenido la artillería de campaña un momento más grande?"
El 11.er Regimiento participó en continuadas acciones de fuertes combates en el Frente Central Oriental durante todo el año 1951, y en marzo de 1952 se movió al Frente Occidental. Finalmente el 7 de marzo de 1955 el 11.º fue capaz de salir de Corea con rumbo a Estados Unidos y a Camp Pendleton.

### Guerra de Vietnam
Los años entre 1955 y 1965 fueron pasados en continuo entrenamiento para mantener un constante estado de preparación. Durante la crisis de los misiles en Cuba en octubre de 1962, el 11.er Regimiento participó en la fuerza de tareas a la que se le ordenó imponer una cuarentena naval contra el embarque de armas a Cuba.
Una nueva era se inició el 8 de marzo de 1965 cuando la Infantería de Marina se involucró en las acciones de combate terrestre en Vietnam del Sur. La transferencia fue completada con el arribo del 2.ª Batallón el 27 de mayo de 1966. La naturaleza de la guerra requirió que los artilleros defendieran sus propias posiciones contra numerosos avances enemigos y trajo un vasto incremento del uso de helicópteros por parte de la artillería para desplazarse y para el reabastecimiento.
La historia del regimiento en Vietnam estuvo caracterizada por combatir como destacamentos en áreas dispersas. Operación Hastings, Batalla de Huế, Operación Napoleon-Saline II, Operación Mameluke Thrust, Operación Oklahoma Hills, Operación Pipestone Canyon y Operación Imperial Lake fueron algunas de las operaciones más significativas en las que el regimiento participó. El redespliegue a Estados Unidos se inició en octubre de 1970 cuando el 4.º Batallón se dirigió a Twentynine Palms, California. El 11.er Batallón fue la última unidad entro de Combate Aero-Terrestre del Cuerpo de Infantería de Marina de Twentynine Palmsdel regimiento en dirigirse a Estados Unidos y a Camp Pendleton en mayo de 1971.
Durante la siguiente década, el 11.º Regimiento experimentó un alto nivel de actividad, participando en muchos ejercicios de entrenamiento y de apoyo. En el año 1975 el regimiento proporcionó apoyo para la Operación New Arrivals y los refugiados vietnamitas. El 11.º Regimiento participó en numerosos ejercicios de entrenamiento durante la década de 1980 para mantener el lato nivel de preparación operacional del regimiento.

### Guerra del Golfo y década de 1990

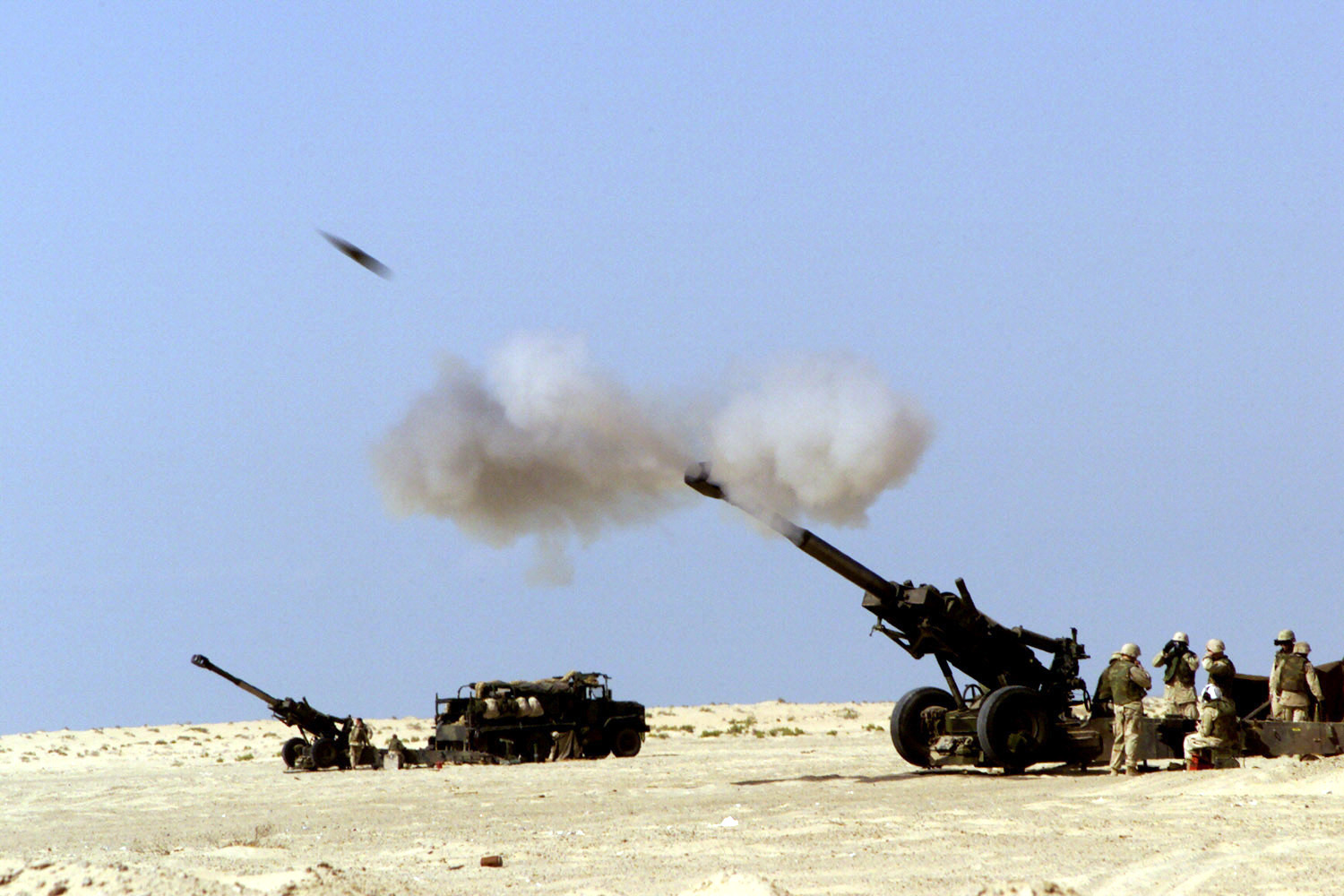
Un proyectil de artillería de 155mm al momento de salir del tubo de un obús M198 del 11.º Regimiento de Marines.

La habilidad del regimiento para responder rápidamente a una crisis fue puesta a prueba en agosto de 1990, cuando Irak invadió y ocupó a su vecino, Kuwait. El presidente George H. W. Bush ordenó inmediatamente que fuerzas estadounidenses, incluyendo a la Infantería de Marina, que se dirigieran al Golfo Pérsico, para disuadir un posible ataque iraquí hacia Arabia Saudita. Elementos del 111.er Regimiento comenzaron a salir desde Camp Pendleton el 25 de agosto como parte de la 7.ª Brigada Expedicionaria de Marines, en ruta a Arabia Saudita para participar en la  Operación Desert Shield. A principios de septiembre, la 7.ª MEB fue absorbida por la I Fuerza Expedicionaria de Marines. La misión del 11.er Regimiento era proporcionar efectivo apoyo de artillería a las varias fuerzas de tareas que comprendían la 1.ª División de Marines. A su llegada a Arabia Saudita, el regimiento comenzó un intensivo programa de entrenamiento, que incluía enlaces con el 40.ª Real Regimiento de Artillería de Campaña perteneciente a las famosas " Ratas del Desierto"  británicas.
La Operación Tormenta del Desierto comenzó a principios del 17 de enero de 1991, y el 11.º Regimiento disparó su primera misión de artillería contra las fuerzas iraquíes, cuando elementos del regimiento realizaron una incursión de artillería de superficie temprano en la mañana justo al sur de Khafji. Esta fue la primera en una serie de incursiones de artillería que el 11.o de Infantería realizó a lo largo de la frontera entre Arabia Saudita y Kuwait, tanto en la costa del Golfo Pérsico como a lo largo de la frontera suroeste cerca de varios  campos petrolíferos. Cuando la principal ofensiva terrestre de la coalición comenzó el 24 de febrero, el 111.er Regimiento ya se encontraba al interior de Kuwait proporcionando apoyo de fuego de artillería a la Fuerza de Tares Grizzly y a la Fuerza de Tareas Taro. Durante la Operación Tormenta del Desierto, el 11.er Regimiento proporcionó apoyo de fuego de artillería cercano y continuo a la 1.ª División de Marines.
Al momento del cese del fuego del 28 de febrero de 1991, que finalizó los combates, el 11.º Regimiento se preparó para dejar el Golfo Pérsico para dirigirse a su base. El regimiento finalizó su despliegue de siete meses y su participación en la Guerra del Golfo cuando llegó a Camp Pendleton en California el día 5 de abril.
En los años posteriores de esa década, elementos del 11.º Regimiento  participaron en la Operación Sea Angel en Bangladés y en la Operación Restore Hope en Somalía. También el regimiento asistió en los esfuerzos de extinción de incendios en la  parte occidental de Estados Unidos durante el verano de 1994.

### Guerra Global contra el Terrorismo

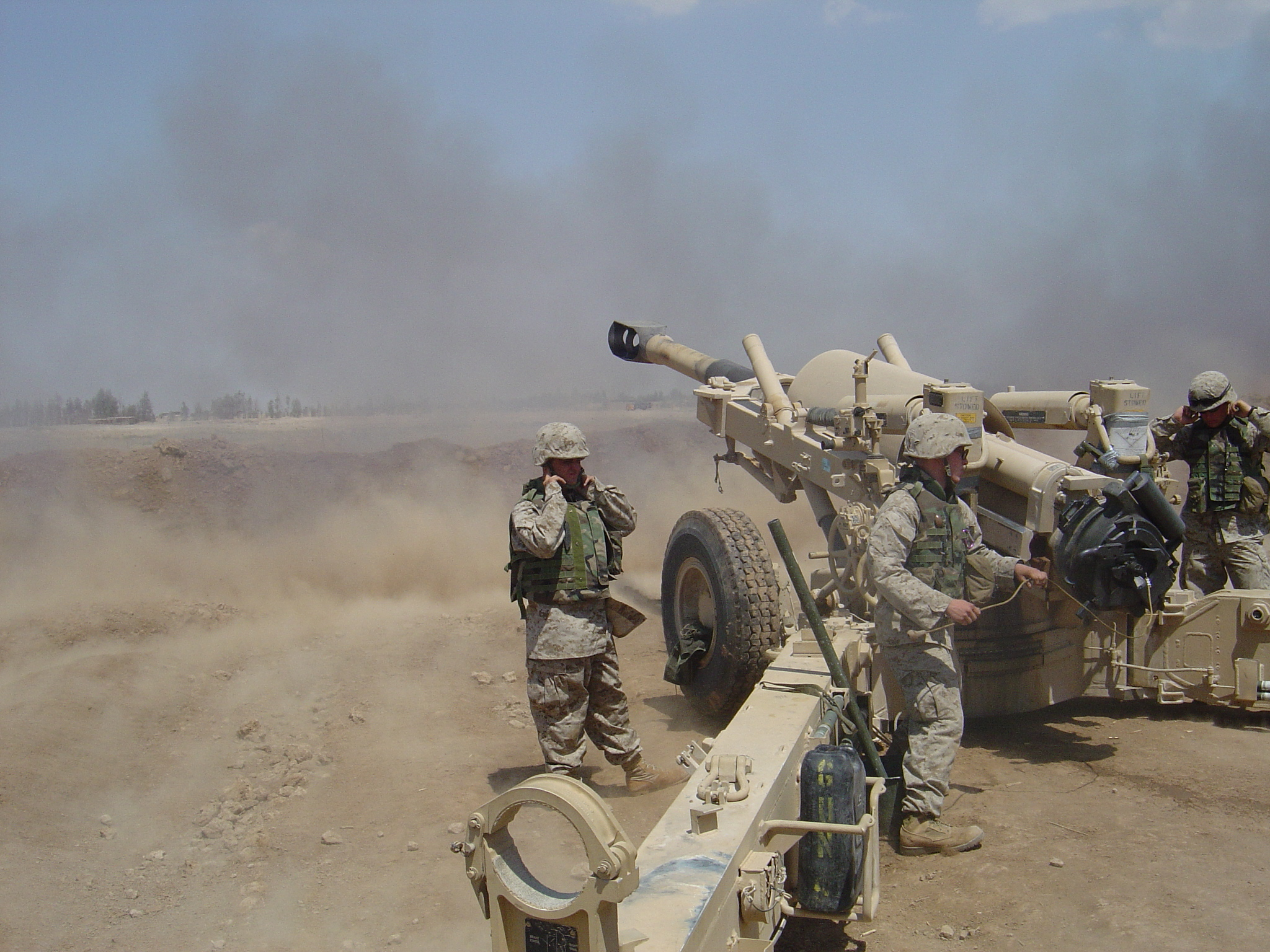
Infantes de marina de la A/1/11 disparando sus obuses M198 desde Camp Fallujah, Irak durante la Primera batalla de Faluya en abril de 2004.

El regimiento hasta hoy en día continua prestando apoyo en la Operación Enduring Freedom y en la Operación Iraqi Freedom en Afganistán e Irak a las unidades e infantes de marina allí desplegados.